# Helige profeten Elias kyrka, Lok
Helige profeten Elias kyrka, (serbisk kyrilliska: Црква Светог пророка Илије; latinska: Crkva Sv. proroka Ilije) också kallad Serbisk-ortodoxa kyrkan i Lok, (Српска православна црква у Локу/Srpska pravoslavna crkva u Loku) är en serbisk-ortodox kyrkobyggnad belägen i byn Lok, i distriktet Södra Bačka i provinsen Vojvodina, i norra Serbien.
Kyrkan är helgad åt den israelitiske profeten Elia och tillhör det serbisk-ortodoxa stiftet Bačkas stift.

## Historik
Helige profeten Elias kyrka i Lok började byggas år 1822 och stod klar 1824.
1986 renoverades kyrkan.

## Kyrkan

### Exteriör
- I början av 2024 ersattes korset på klocktornet med ett nytt.[2]

### Interiöroch inventarier
- Kyrkan är enskeppig.[3]

- Kyrkans ikonostas tillverkades under mitten av 1700-talet. Vem som målade den är okänt. 1867 renoverades den av den österrikiske målaren August Müller. Ikonostasen renoverades igen 1986 av målaren Dimitrije Riđički.[1]